# Жэнь Фажун
Жэнь Фажу́н (кит. 任法融) (1936, Тяньшуй, провинция Ганьсу, Китай — 26 мая 2021) — председатель Всекитайской ассоциации даосизма. 

## Биография
С детства изучал основы даосизма и буддизма под руководством своего деда, местного старейшины. В 19 лет посетил даосский храм "Ворота Дракона" и затем стал учеником мастера Ван Силиня, 28-го наставника течения Лунмэнь школы Цюаньчжэнь. С 1957 года начал обучаться в храме Лоугуаньтай, став учеником мастера Лян Цзунхэ. В 1966 году во время Культурной революции в Китае храму Лоугуаньтай был нанесён серьёзный ущерб, но Жэнь Фажун остался в храме. С 1986 года он стал редактором журнала «Китайский даосизм». С 2005 года избран председателем Всекитайской ассоциации даосизма. 

## Иероглиф клана Жень
Жэнь (Ren) кит. 任 — китайская фамилия (клан).
Современное значение иероглифа связано с назначением на должность, исполнением обязанностей, а исторически связано с княжеством на территории провинции Шаньдун (Период Чуньцю).